# Henryk Bukowski
Pour les articles homonymes, voir Bukowski (homonymie).
Henryk Bukowski est un artiste peintre expressionniste abstrait né en Lorraine de parents polonais le 8 décembre 1934.

## Biographie
Henryk Bukowski étudie à l'École supérieure des arts plastiques de Lodz (Pologne) où, de 1958 à 1962, il est assistant du Professeur Modzelewski qui fut lui-même l'élève de Kasimir Malevitch. Au terme de cette dernière période au cours de laquelle (1960) il obtient son diplôme, il vient, de 1962 à 1982, travailler à Paris.
Les toiles qu'il donne alors à voir sont généralement des grands formats, parfois s'assemblant en diptyques, parfois supportant des draperies qui leur donnent un fort relief et offrent à Jean-Pierre Delarge de situer Bukowski parmi les peintres « matiéristes ». Ces toiles se rangent déjà dans l'expressionnisme abstrait, l'espace blanc dominant s'y trouvant comme traversé, voire violenté par des fulgurances rouges et noires. « Des espaces lumineux, sombres et violents » perçoit Gérald Schurr, Geneviève Breerette confirmant : « C'est une peinture à la fois gestuelle et réfléchie, violente et toute de subtilité. Le blanc vibre de la présence de signes aux teintes vives ». À l'instar de chez Alexandre Bonnier toutefois, des corps non objectivement figurés mais discernables viennent contester l'épithète « abstrait » chez Bukowski. « Des formes humaines naissent de cette matière » énoncera ainsi un catalogue d'exposition, teintant l'œuvre d'une tension érotique non pas jubilatoire, mais souffrante et dramatique.
Après des périodes de deux années passées au Zaïre (1979-1980), de cinq années à Los Angeles (1983-1988) et de deux années en Normandie (1989-1990), Henryk Bukowski s'est réinstallé à Paris en 1990. 
Comme pour appuyer la relation au corps de l'œuvre de Henryk Bukowski, la danseuse Caroline Lagouge-Chaussavoine a créé une chorégraphie s'en inspirant, de même que le théâtre-laboratoire Elizabeth Czerczuk a associé en octobre 2013 à Paris une exposition Henryk Bukowski au spectacle-ballet L'oubli des anges de la Compagnie Interface.

## Expositions personnelles
- Varsovie, Gdansk et Lodz, 1958, 1959, 1960.
- Galerie Pélerine, Paris, 1967.
- Galerie Couturier, New York, 1968.
- Galerie Suzanne de Coninck, Paris, 1968.
- Galerie l'Agrifoglio, Milan, 1969.
- Galerie Elektra, New-York, 1970.
- Galerie Wolfensteller, Floride, 1970.
- Galerie Il cenacolo, Vicence, 1970.
- Galerie Lambert, Paris, 1971.
- Galerie Libre, Montréal, 1972.
- Galerie Créations 3, Kinshasa, 1979.
- Galerie Stara Kordegarda, Varsovie, 1980.
- Galerie Galarté, Paris, octobre 1982[3].
- Centre culturel du palais Bénédictine, Fécamp, 1990.
- Institut polonais de Paris, 1991.
- Galerie Koralewski, Paris, 1996.
- Galerie de l'épervier, Châtenay-Malabry, octobre 2004[7].
- L'Oubli des anges, Théâtre-laboratoire Elizabeth Czerczuk, 20 Rue Marsoulan, Paris, octobre 2013[6].
- Les aïeux, Théâtre-laboratoire Elizabeth Czerczuk, Paris, 2014 (Thème inspiré de la pièce de théâtre éponyme d'Elizabeth Czerczuk}.

## Expositions collectives
- Exposition Confrontation, musée des beaux-arts de Dijon, 1965.
- Préludes... préludes, Galerie Koralewski, Paris, 1996, 1997, 1999, 2000, 2003[8].
- Corps et visages dans l'art d'aujourd'hui, université catholique de Lyon, novembre-décembre 2001 (Présentation par Jean Clair).

## Musées
- Musée national de Varsovie.